# Дялу (Арджеш)
Дялу (рум. Dealu) — село у повіті Арджеш в Румунії. Входить до складу комуни Хиртієшть.
Село розташоване на відстані 108 км на північний захід від Бухареста, 34 км на північний схід від Пітешть, 135 км на північний схід від Крайови, 71 км на південний захід від Брашова.

## Населення
За даними перепису населення 2002 року у селі проживали 376 осіб, усі — румуни. Усі жителі села рідною мовою назвали румунську.